# Daniel-François-Esprit Auber
Daniel-François-Esprit Auber (Caen, 29. siječnja 1782. – Pariz, 12. svibnja 1871.), francuski skladatelj.
Jedan je od glavnih predstavnika francuske romantičke komične opere. U svojoj najboljoj operi "Nijema iz Porticija" pokazao je smisao za monumentalnost dramatski snažnim scenama velikih ansambala, poletnom melodikom i koloristički bogatom instrumentacijom, čime je ostvario jedno od kapitalnih djela tipa francuske "velike opere".

## Djela
- "Nijema iz Porticija",
- "Fra Diavolo",
- "Zidar",
- "Crni domino",
- "Krunski dijamanti".